# Mahiljoŭ
Mahiljoŭ (belarusiska: Магілёў) uttalat [maɣi'lʲou̯], även känt som Mogiljov eller Mogilev, är en stad i östra Belarus nära gränsen till Ryssland. Staden hade 378 077 invånare (2016) och är därmed landets tredje största stad. Den är en flodhamn och huvudort i voblastset Mahiljoŭ.

## Historia
Staden omnämndes första gången år 1267 tillhörandes Storfurstendömet Litauen. År 1772 övertogs den av Kejsardömet Ryssland i och med den första av Polens delningar och blev då blev huvudort i guvernementet Mogiljov.
Den 5 juli 1708 bröt den svenska hären upp efter slaget vid Holowczyn och tågade österut till staden Mahiljoŭ på polsk-litauisk mark och på västra sidan av Dnjepr. Staden intogs utan strid och den 8 juli red Karl XII in i staden. I brist på förnödenheter måste den svenska hären den 5 augusti bryta upp. Hären gick över Dnjepr och vidare mot Tjerykaŭ i sydost. 
Staden erövrades av fransmännen 1812 och besattes av Nazityskland 1941-1944, då ortens talrika judiska befolkning mördades av tyskarna.

### Kända personer från Mahiljoŭ
- Rozalia Zemljatjka
- Natalja Podolskaja
- Nikolaj Krestinskij
- Ludmila Christeseva